# Balou Rubin R
Balou Rubin R (né le 19 mars 2007) est un cheval hongre de robe baie, issu du stud-book Oldenbourg, monté en saut d'obstacles (CSO) par le cavalier suisse Pius Schwizer. Ce fils de Balou du Rouet issu d'une mère par Couleur Rubin a accédé au plus haut niveau des compétitions de CSO en 2016.

## Histoire
Il naît le 19 mars 2007 à l'élevage de Lothar Wanner, à Wangen im Allgäu en Allemagne,,. Confié à Pius Schwizer, il remporte notamment le Grand Prix de Rabat en octobre 2018, après un double sans fautes, puis l'étape Global Champions Tour de Chantilly en juillet 2019. 

## Description

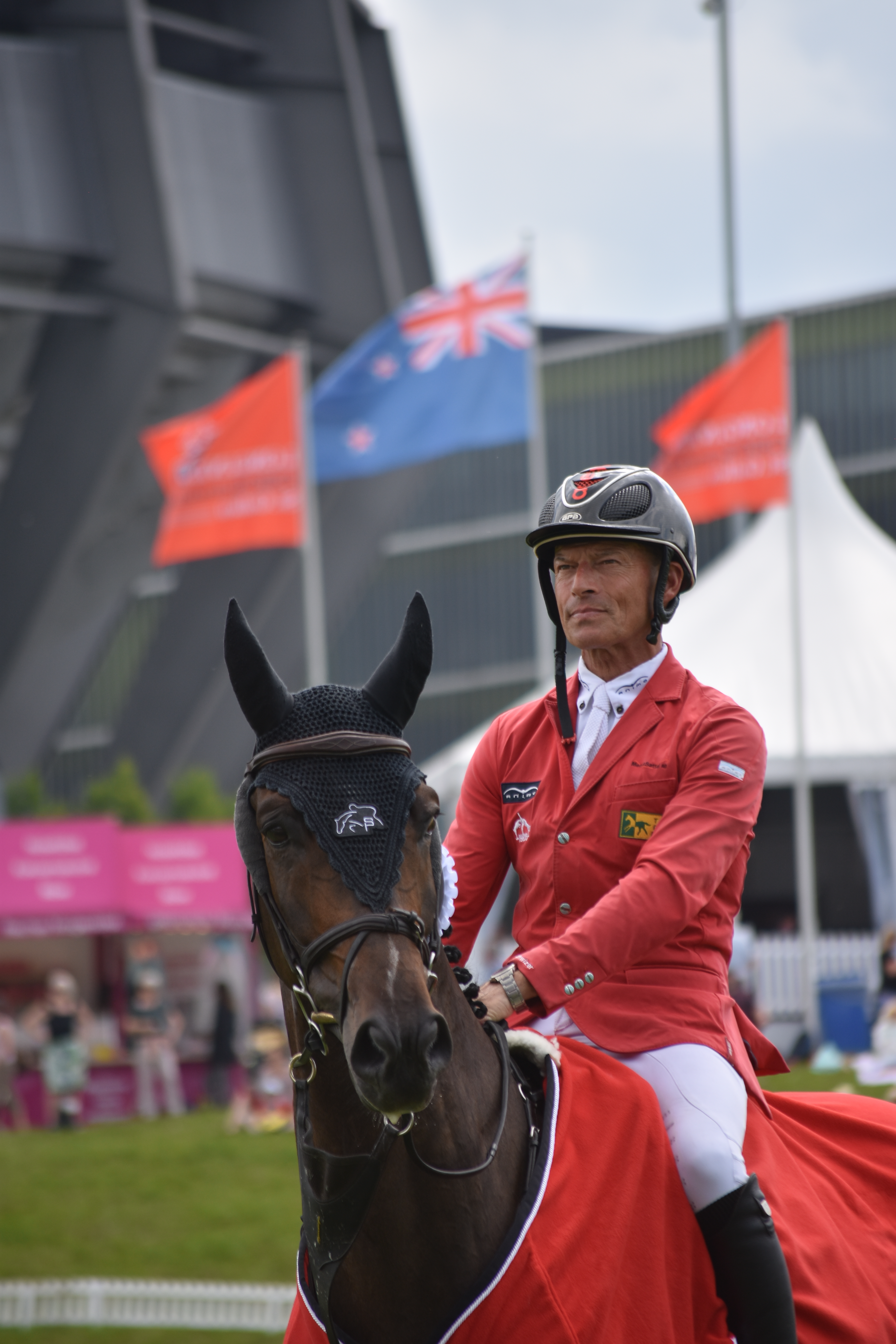
Pius Schwizer et Balou Rubin R au CSIO de Saint-Gall en 2018.

Balou Rubin R est un hongre de robe bai foncé, inscrit au stud-book de l'Oldenbourg,. Pius Schwizer estime que ce cheval est un « diamant », et va devenir une grande star. Il le décrit également comme un cheval très rapide.

## Palmarès
- Octobre 2018 : vainqueur du Grand Prix de Rabat (Morocco Royal Tour)[8].
- Décembre 2018 : vainqueur du Prix des Vins de Genève à 1,45 m, à Genève[1].
- Mars 2019 : second du derby Van Schijndel Bouwgroep Indoor de Bois-le-Duc, à 1,45 m[1].
- Mai 2019 : vainqueur de l’épreuve de vitesse à 1,50 m au CSIO de Saint-Gall[1].
- Juin 2019 : vainqueur du prix Domus & Walter Knoll à 1,45 m au CSIO de Saint-Gall[1].
- Juillet 2019 : vainqueur de l'étape Global Champions Tour de Chantilly[6].

## Origines
Balou Rubin R est un fils de l'étalon Oldenbourg Balou du Rouet et de la jument Württemberger Calimera, par Couleur Rubin.